# استان ساگا
استان ساگا یکی از استانهای کشور ژاپن است که در جزیره کیوشو قرار گرفته‌است.
مساحت آن ۲۴۳۹ کیلومتر مربع می‌باشد. جمعیت این استان در سال ۲۰۰۸ نزدیک به ۸۵۸۰۰۰ نفر برآورد شده‌است.
استان ساگا از نظر تقسیمات کشوری بخشی از ناحیه کیوشو به حساب می‌آید. مرکز این استان شهر ساگا است.

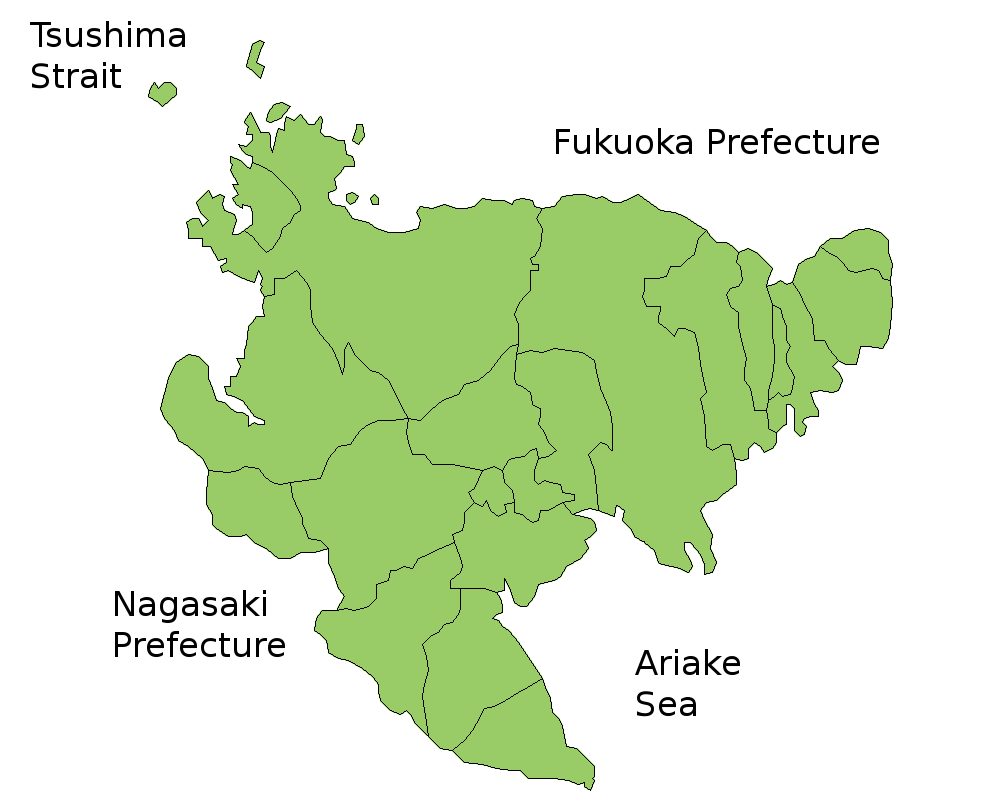

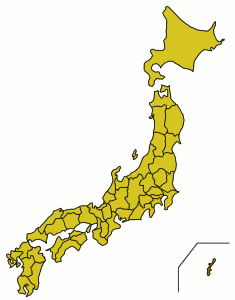
استان اوکیناوا، جزیره‌هایی در جنوب ژاپن.